# Bimbisāra
Bimbisāra, in sanscrito बिम्भिसार (558 a.C. – Rājagaha, 491 a.C.), regnante fra il 525-500 o 553-491 a.C., fu re del regno Magadha.
Si ritiene che la sua espansione del regno, in particolare l'annessione del regno di Anga a est, abbia posto le basi per la successiva espansione dell'Impero Mauryan.[11] Secondo la tradizione giainista, sarebbe stato il primo Tirthankara (sarà chiamato Padmanabha / Mahapadma) dei 24 Tirthankara della futura era cosmica. Secondo la tradizione buddista, è noto anche per le sue conquiste culturali e fu un grande amico e protettore del Buddha.

## Biografia
Appartenente alla dinastia Haryanaka riuscì ad estendere il suo regno a buona parte del Bengala e a portarlo al massimo splendore. Conquistò verso oriente la vicina janapada di Anga ponendovi suo figlio Ajātaśātru come viceré nella capitale Champa. Secondo Hiuen Tsang a lui si deve la fondazione della città di Rajagriha (sanscrito, Rājagaha, pāli, «Case del re») in cui si svolsero i principali eventi della vita del Buddha di cui era contemporaneo. Di questo sovrano si hanno molte informazioni proprio grazie alla sua lunga associazione con il Buddha e con la sua comunità monastica, essendo stati tramandati numerosi dettagli della sua vita e opera e anche delle condizioni politico-sociali del suo stato nel canone buddhista.
Celebre è il suo ruolo, descritto nel canone buddhista, quale il primo e uno dei massimi patroni regali del Buddha Sakyamuni; lo incontrò infatti a Giribbaja, il centro fortificato della città di Rājagaha, capitale del potente stato del Magadha, all'età di 24 anni ed essendo sovrano già da nove, quando il principe Siddhattha praticava la vita ascetica ma non era ancora diventato un Buddha. Accettò la dottrina del Buddha in seguito ad un incontro successivo e divenne uno dei più devoti difensori e promotori della comunità monastica della nuova religione, provocandone così un'impetuosa diffusione nel suo regno e oltre fino alla sua morte trentasette anni dopo.

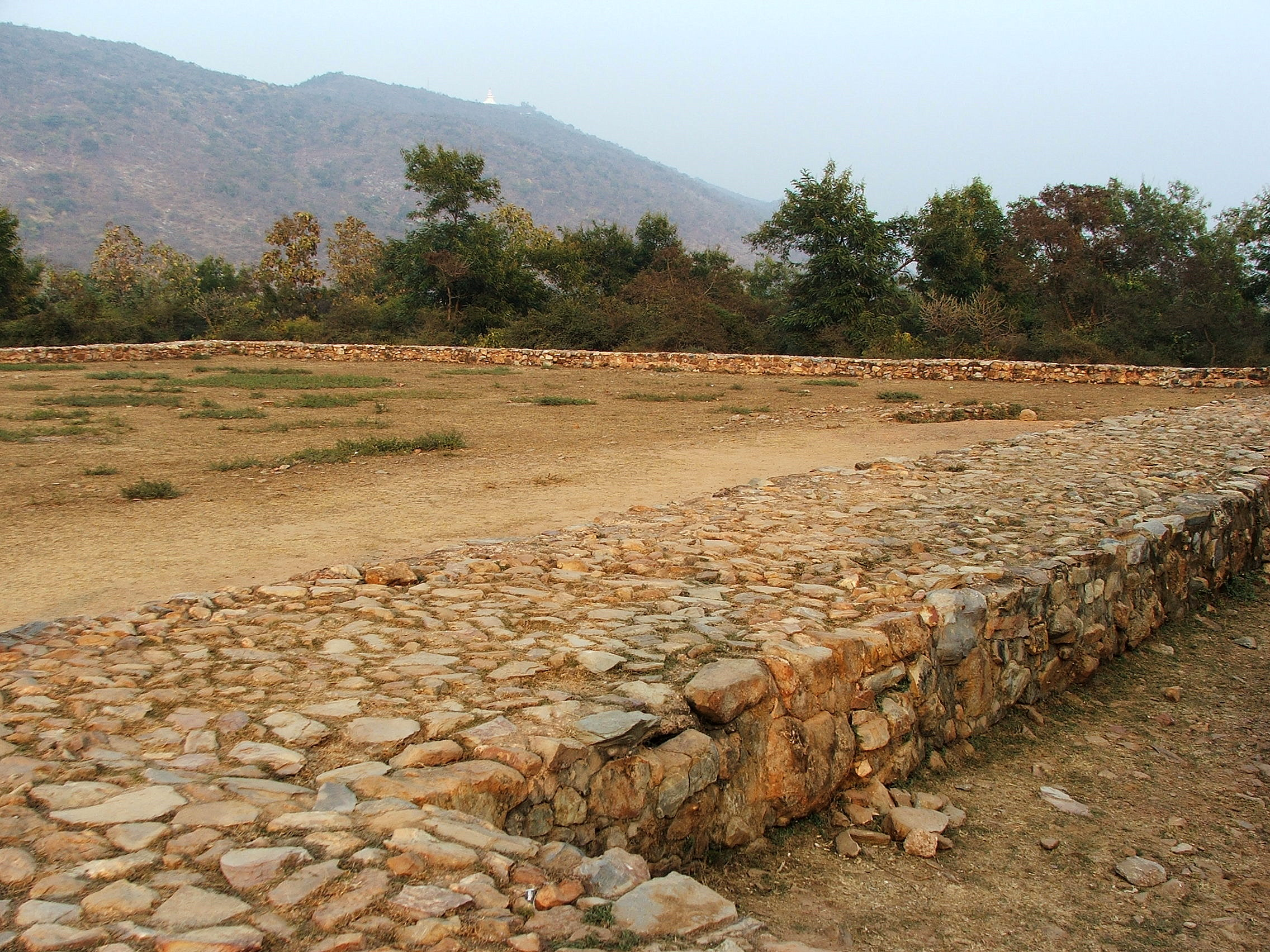
Resti della prigione dove fu imprigionato Bimbisāra

Fu legato da una profonda stima e amicizia personale con il Buddha, tanto dall'ordinare al proprio medico personale Jīvaka di prestare gratuitamente la sua opera a favore dei monaci buddhisti.
Si riferisce che morì di stenti e di fame dopo essere stato rinchiuso in una segreta dal figlio Ajātasattu, ambizioso e avido di potere, dopo aver abdicato in suo favore.